# Sam Lloyd
Sam Lloyd, född 12 november 1963 i Weston, Vermont, död 30 april 2020 i Los Angeles, var en amerikansk skådespelare, sångare och musiker. 
Lloyd blev bland annat känd för rollen som den undervärderade advokaten Ted Buckland i den amerikanska TV-serien Scrubs av Bill Lawrence. Sam Lloyd var även medlem i a cappellagruppen The Blanks som också medverkat i många avsnitt av Scrubs. Han spelade även bas i ett Beatles-coverband, kallat The Butties.
Han var brorson till skådespelaren Christopher Lloyd.
I januari 2019 diagnostiserades Lloyd med en inoperabel hjärntumör, som senare visade sig vara metastaserande lungcancer, som hade spridit sig till levern, ryggraden och käkbenet. Hans hustru Vanessa hade nyligen fött deras första barn, sonen Weston, när Lloyd fick sin diagnos. Lloyd avled den 30 april 2020, 56 år gammal.

## Filmografi (urval)

### Filmer
- Rising Sun (1993)
- Flubber (1997)
- Galaxy Quest (1999) (som Samuel Lloyd)
- Back by Midnight (2002)
- Scorcher (2002)
- The Real Old Testament (2003)
- Advantage Hart (2003)
- Spelling Bee (2004)
- The Swidge (2004)
- Cry For Help (2005)
- The Brothers Solomon (2007)

### TV
- Seinfeld (1993–1994)
- The Drew Carey Show (1997)
- Tredje Klotet Från Solen (1997–1998)
- Spin City (1998 och 2000)
- Vita huset (1999 och 2002)
- Providence (2002)
- Desperate Housewives (2004–2005)
- Scrubs (2001–2009)
- Cougar Town (2011)
- Modern Family (2014)